# Экономика Луганской Народной Республики
Экономика самопровозглашённой Луганской Народной Республики основывается на продаже и добыче угля в районе Донбасса. Валютой на территории республики является российский рубль.

## Отрасли

### Угольная промышленность
На территории Республики расположены угольные предприятия и шахты Донбасса. В 2015 было добыто 5740,7 тыс. т. угля.

### Металлургия
На территории Республики расположены: Востокуголь, ЮГМК, Лугцентрокуз, Стахановский завод ферросплавов и Алчевский металлургический комбинат.

### Транспорт и связь

#### Транспорт

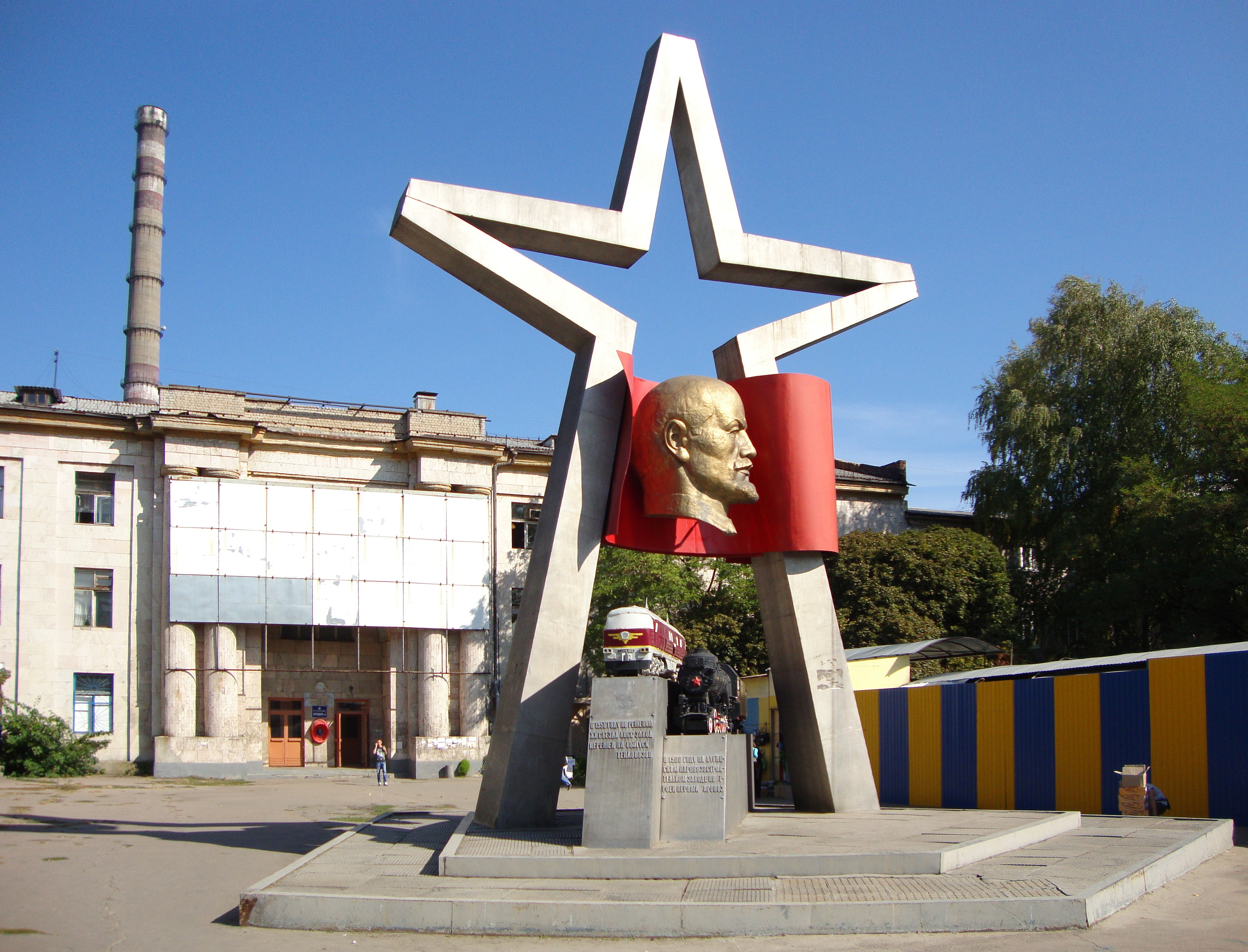
Монумент у входа в Луганский тепловозостроительный завод.

Имеется железнодорожная сеть, автобусное сообщение, в некоторых городах работают троллейбусы. Также действует Луганский тепловозостроительный завод, который не производит тепловозы с 2015 г., из-за боевых действий, но производит детали, которые экспортируются в РФ. 

#### Связь
За связь в республике отвечает местный оператор мобильной связи «Лугаком». Почтовую связь с декабря 2014 года осуществляет государственное предприятие «Почта ЛНР».

### Розничная торговля
В городах и районах ЛНР проводятся ярмарки, открыты супермаркеты. В 2015 году предприятиями торговли реализовано продукции на 131426 млн руб.

### Сельское хозяйство и фармацевтика

#### Сельское хозяйство
Выращивают овощи, фрукты, картофель. Разводят коров, лошадей, коз, кур, уток, перепелов. Общая площадь посевов в 2015 году 83014 га. Собрано 159628 т зерновых в 2015 году.

#### Фармацевтика
В республике действует Луганский химико-фармацевтический завод, производящий лекарственные препараты.

### Налоги и ЖКХ

#### Налоги
Размер налога в ЛНР в зависимости от вида деятельности составляет от 3 до 8 % оборота. Предприниматели, которые торгуют продуктами питания, обязаны ежемесячно платить 1400 рублей, для продажи непродовольственных товаров и оказания услуг — 800 рублей в месяц.

#### ЖКХ
Единственный источник электричества в ЛНР — идущая из России высоковольтная линия 500 кВ «Победа-Шахты», по которой республика получает 600 МВт электроэнергии. Поставки электроэнергии на Украину идут по договору между российской «Интер РАО» и «Укринтерэнерго» от декабря 2014 года. В апреле 2015 года «Укрэнерго» прекратило учитывать поставки по пяти трансграничным ЛЭП, по которым российская электроэнергия не уходила дальше ЛНР и ДНР. В июле РФ согласилась не учитывать поставляемую электроэнергию ДНР и ЛНР как экспорт на Украину. Кто будет оплачивать продолжающиеся поставки электроэнергии — неизвестно. С апреля 2017 года стало известно о решении обеспечить бесперебойные поставки электричества из РФ в ЛНР. Водоснабжение осуществляется с территории Украины.

## Внешние экономические отношения
ЛНР имеет общее таможенное пространство с ДНР. День таможенника — 14 января. Также имеется автомобильное сообщение с Российской Федерацией. 15 сентября 2021 был подписан договор об Единой таможенной территории ЛНР и ДНР. Также ЛНР имеет торговые отношения с РФ. В 2020 году было выдано и обработано 863,6 тыс. государственных таможенных деклараций.
По данным украинских чиновников на управление на территориях так называемых ЛНР и ДНР Российская Федерация тратит примерно 1,3 млрд. долларов США в год. По мнению экспертов это общие расходы на содержание территорий, которые обеспечиваются из нескольких источников: поступления от «налогов», поступления непосредственно из РФ, поступления от использования имущества украинских собственников, которые прекратили его использование, и используемого противоправно вопреки их воле.

### Импорт мяса и пива из России
Луганская народная республика (также как и ДНР) после 2014 года стала в значительной мере зависеть от поставок российского продовольствия, в частности, мяса. Об этом говорят следующие данные — в 2015 году власти Украины запретили поставки на свою территорию мяса и пива из России. Однако за 2016 год на Украину по официальным российским данным поступило из России 47,9 тыс. тонн мяса и 38,5 млн декалитров пива. Основная часть этих поставок пришлась на ДНР и ЛНР.

## Национализация собственности Украины и украинских предпринимателей на территории ЛНР
Решено было начать национализацию собственности украинского государства и предприятий, чьи владельцы отказались перейти под юрисдикцию Луганской Народной Республики. В свою очередь организации, добровольно перешедшие под юрисдикцию данного государственного образования, получат налоговые льготы и льготные кредиты.

## Валюта
В ЛНР имеет хождение как украинская гривна, так и российский рубль, хоть и неофициальных соглашений с РФ по поводу валюты не было.

## Статистические классификаторы
В республике применяются украинские классификаторы (в том числе видов экономической деятельности) и российские общероссийские классификаторы (в том числе валют, стран). Введены временный статистический классификатор организационно-правовых форм ВССОПФ